# Classe mutuelle
La classe mutuelle est un concept d'enseignement développé en 2015 par Vincent Faillet au lycée Dorian (Paris XI) suivant certains principes édictés par la méthode d'enseignement mutuel. Ce concept suppose une redéfinition de la salle de classe et des activités qui s'y déroulent en proposant de réinvestir la salle de classe pédagogiquement, corporellement et socialement.

## La salle de classe mutuelle

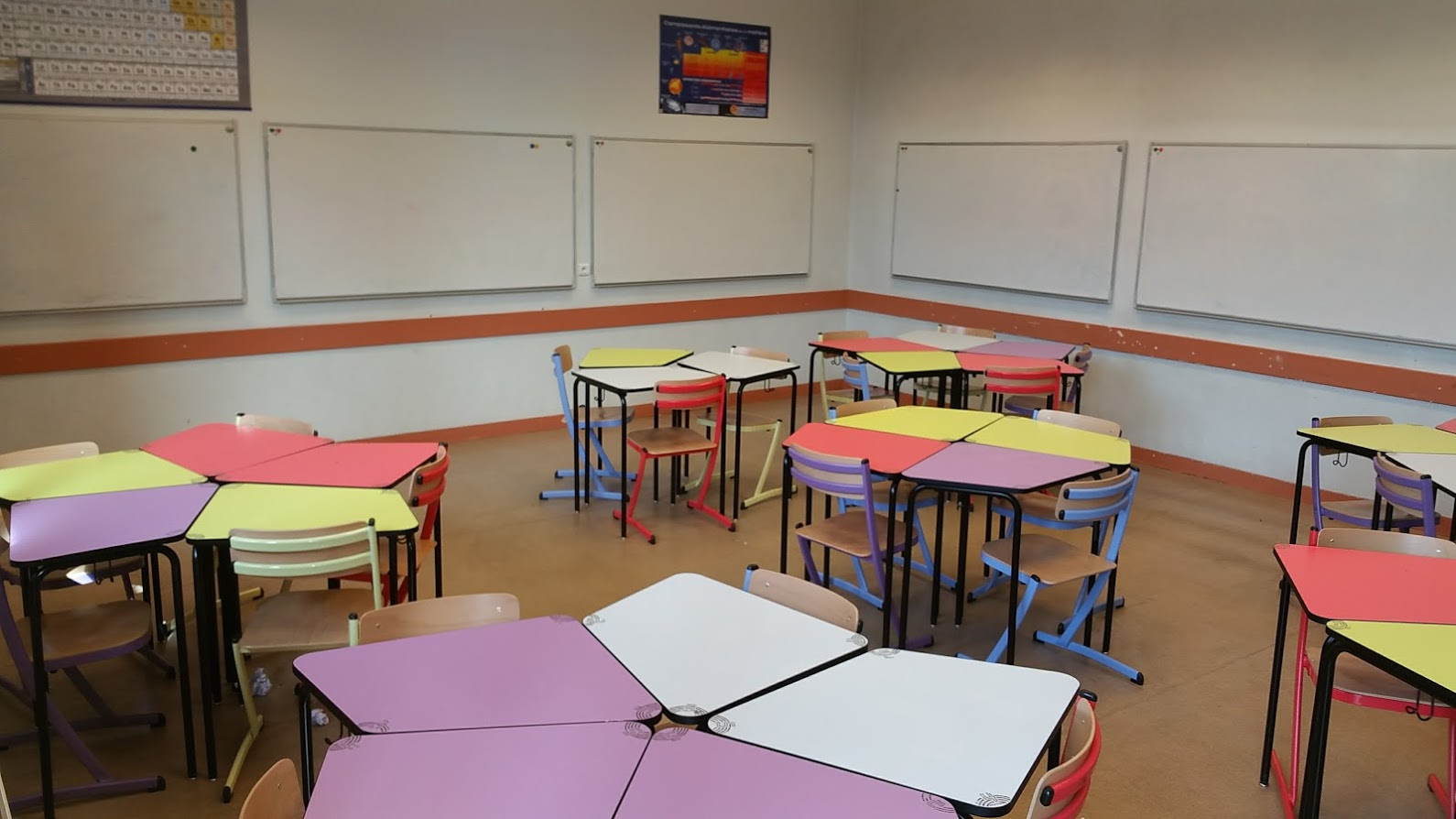
Une salle de classe mutuelle et ses nombreux tableaux.

La salle de classe de classe doit être reconfigurée. Alors que les salles de classe sont traditionnellement polarisées avec un tableau central, des chaises et des tables alignées en rangées, la classe mutuelle casse ces codes hérités de l'enseignement simultané. Les tables sont regroupées en "U" ou en îlots de façon à favoriser le travail collaboratif. La salle de classe mutuelle est équipée de nombreux tableaux muraux à la disposition des élèves afin qu'ils puissent y travailler le cours ou les exercices en groupes.

## Les activités en classe mutuelle
Les séances sont ritualisées et calibrées pour permettre un maximum d'échanges entre les élèves. Après un apport théorique assez court, l'enseignant laisse les élèves s'approprier le contenu avant un bilan. Les élèves travaillent en utilisant les nombreux tableaux qui deviennent des espaces de collaboration. Chaque élève est un moniteur capable d'expliquer à un autre:
« En travaillant en classe mutuelle, il est possible de passer beaucoup plus de temps avec des élèves qui rencontrent des difficultés alors que pendant ce temps, le reste de la classe est en activité –et en apprentissage. Les élèves qui ont rapidement compris la leçon sont susceptibles de devenir "moniteurs" pour les autres. Une saine émulation se crée. Les "moniteurs" du jour auront peut-être besoin de leurs camarades demain, chaque élève participe, chaque élève a un rôle ».
Les élèves sont libres de circuler dans la salle de classe et de travailler les activités qu'ils veulent.

## Référence historique de la classe mutuelle

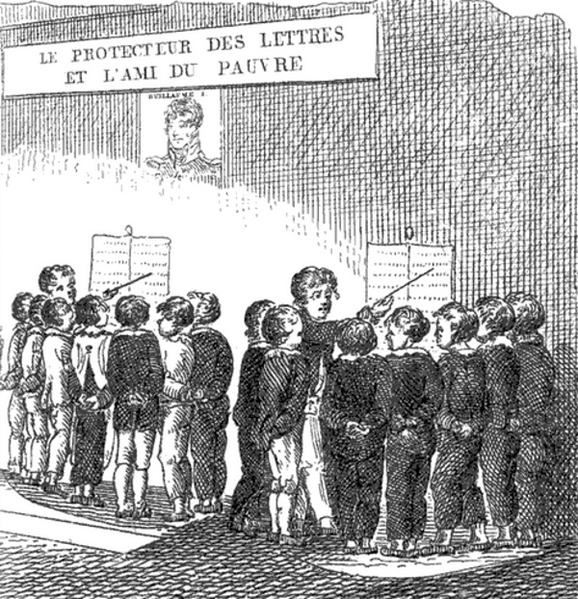
Les moniteurs de l'École mutuelle faisant réciter leurs pairs (vers 1810).

Le concept de classe mutuelle réinvestit les principes de l’enseignement mutuel ou École mutuelle, un modèle d’enseignement à pédagogie active et coopérative qui se développa en France dès 1747 avant de disparaître dans les années 1830. Dans l’École mutuelle, la charge d’enseignement reposait sur les moniteurs : des élèves qui étaient les plus âgés ou les plus avancés dans les apprentissages, d’où le nom également trouvé de méthode monitoriale. Les moniteurs enseignaient à leurs pairs notamment devant des tableaux muraux. On retrouve ce principe dans la classe mutuelle, où les élèves sont encouragés à s’enseigner mutuellement des notions de cours ou à s’aider sur la résolution d’exercices en utilisant des tableaux blancs ou à craie.